# Джианг Пейсюе
Джианг Пейсюэ (кит. трад. 姜培学; род. 1964) — специалист в области энергетики, профессор Университета Цинхуа (2006). Почётный профессор МЭИ (2017).

## Биография
Джианг Пейсюэ родился в 1964 году. С 1981 по 1986 год учился в Университете Цинхуа на факультете тепловой энергетики, получил степень бакалавра. В 1986—1991 годах учился в аспирантуре Московского энергетического института на факультете теплотехники, защитив кандидатскую диссертацию (научные руководители — профессор Протопопов В. С., доцент Кураева И. В.), получил докторскую степень.
По возвращении из Советского Союза в Китай, с 1991 года работал на кафедре теплотехники Университета Цинхуа преподавателем, доцентом (1993—1997), заместителем директора, профессором (с 1997).
В 1998—1999 годах работал в Манчестерском университете, Великобритания (приглашенный преподаватель). с 1999 года вновь работал в Университете Цинхуа.
В 2015 году преподавал в Токийской университете, Япония.
В настоящее время Джианг Пейсюэ — декан факультета энергетики университета Цинхуа, директор Института инженерной теплофизики Департамента теплотехники университета Цинхуа, директор лаборатории теплоэнергетики Министерства образования, директор пекинской лаборатории технологии утилизации и сокращения выбросов углекислого газа. Одновременно является членом Совета китайского общества инженерной теплофизики, вице-председателем китайской общества тепло-и массообмена общества, членом Комитета по науке и технологиям Министерства образования, приглашенный профессор Шеффилдского университета (Великобритания).
Область научных интересов: тепло- и массообмен, возобновляемые источники энергии, нетрадиционные энергетические ресурсы. Тепло и массоперенос в аэрокосмических и энергетических системах. Тепловая защита, тепловой контроль, добыча сланцевого газа, тепловые насосы и холодильные системы, высокотемпературной системы концентрации солнечной энергии и др. В университет занимается исследованиями в области тепломассопереноса в сложных условиях, вопросами конвективного теплообмена в пористой среде, конвективном теплообмене в жидкости при сверхкритическом давлении и др. Джианг Пейсюэ является автором около 140 научных публикаций в реферируемых международных журналах, 120 докладов на международных конференциях, 150 статей, опубликованных в реферируемых китайских журналах и др.
Джианг Пейсюэ входит в состав редакции журнала «Теплопередача-Азия», редакции Бюллетеня MЭИ, ассоциированный редактор журналов «Advance Technology» и «Нефтехимическое оборудование».

## Награды и звания
- Почётный профессор МЭИ (2017).
- Передовой работник Университета Цинхуа (2010).
- Пекинская премия в области высшего образования (2010).
- Восьмая Пекинская молодёжная премия в области науки и техники.

В свое время профессор Д. Пейсюе получал гранты Национального научного фонда для выдающихся молодых ученых из Национального фонда естественных наук Китая, входит в национальный кадровый резерв.

## Труды
- Протопопов В. С., Кураева И. В., Токмакова О. В., Цзян Пейфу, «Экспериментальный аппарат для исследования естественного конвективного тепломассопереноса воды при сверхкритическом давлении», «Технология Энергоносителий», Тр. МЭИ, т. 208, pp. 41-44, 1989.
- Yinhai Zhu, Peixue Jiang, Гибридная паровая компрессионная холодильная система со встроенным циклом охлаждения эжектора, Int. J. of Refrigeration, Vol.35, pp. 68-78, 2012.
- Jiang, P., Zhang, L., Xu, R., Experimental study of convective heat transfer of carbon dioxide at supercritical pressures in a horizontal rock fracture and its application to enhanced geothermal systems, Applied Thermal Engineering, Vol. 117, 2017, pp. 39-49, 2017.
- Wang, C, Xu, RN, Song, Y, Jiang, PX. Study on water droplet flash evaporation in vacuum spray cooling, Int. J. of Heat and Mass Transfer, Vol. 112, pp. 279—288, 2017.